# Brezici (miasto Doboj)
Brezici (cyr. Брезици) – wieś w Bośni i Hercegowinie, w Republice Serbskiej, w mieście Doboj. W 2013 roku liczyła 19 mieszkańców.